# Округ Хампден (Масачусетс)
Хампден (енгл. Hampden County) је округ у америчкој савезној држави Масачусетс.

## Демографија
По попису из 2010. године број становника је 463.490, што је 7.262 (1,6%) становника више него 2000. године.
| Група             | 2000.           | 2010.           |
| Белци             | 339.625 (74,4%) | 313.846 (67,7%) |
| Афроамериканци    | 36.935 (8,1%)   | 41.644 (9,0%)   |
| Азијати           | 5.918 (1,3%)    | 9.118 (2,0%)    |
| Хиспаноамериканци | 69.197 (15,2%)  | 96.776 (20,9%)  |
| Укупно            | 456.228         | 463.490         |